# ربات، مالت
ربات 
(به مالتی: Rabat) شهری در ناحیهٔ مالت غربی واقع در کشور مالت است که در سال ۱۹۹۵ میلادی ۱۲٫۹۹۵ نفر جمعیت داشته اما جمعیت آن در سال ۲۰۰۵ میلادی ۱۱٫۴۶۲ نفر بوده‌است.